# Persimfans
Persimfans var en sovjetisk, dirigentlös symfoniorkester som existerade mellan 1922 och 1932.
Namnet "Persimfans" är en förkortning av det ryska Pervyi Simfonitjeskij Ansambl (Första symfoniska ensembeln). Den drivande kraften bakom orkesterns grundande var den dåvarande violinprofessorn vid Moskvakonservatoriet Lev Zetlin.
Persimfans uppträdde, i enlighet med sina ideologiska föresatser, framförallt på industrier och arbetarkaserner.
Det rent praktiska arbetet före varje konsert var oerhört arbetskrävande, med intensivt repeterande. Detaljfrågor som tempo, dynamik och agogik avgjordes av särskilda utskott inom orkestern. Under konserterna satt musikerna ordnade i en ringformation så att samtliga hela tiden kunde ha ögonkontakt med varandra. Prokofjev yttrade 1927 efter ett konsertsamarbete med orkestern att "Deras huvudsakliga svårigheter ligger i tempoförändringar, då hela orkestern är tvungen att känna musiken på exakt samma sätt. Å andra sidan, de tekniskt svårare partierna spelas helt utan problem, eftersom varje enskild musiker känner sig som solist och spelar med perfekt precision."
Den ovanliga ensembeln blev snabbt världskänd och inspirerade till kortlivade efterföljare i Paris, New York och Berlin.
Tilltagande interna samarbetsproblem, och den policyförändring i den officiella ideologiska synen på auktoriteter som skedde under Stalins regeringstid ledde 1932 till orkesterns upplösande.